# Gillan’s Inn
Gillan’s Inn – solowy album studyjny angielskiego muzyka Iana Gillana, wydany 18 kwietnia 2006 roku przez Immergent z okazji 40-lecia kariery muzycznej artysty. Album zawiera liczne współprace z muzykami rockowymi i metalowymi. Utwory na Gillan’s Inn to covery wcześniej nagranych piosenek przez Gillana w zespole Deep Purple i solowe.

## Lista utworów
1. "Unchain Your Brain" (feat. Joe Satriani) – 3:19
2. "Bluesy Blue Sea" (feat. Janick Gers) – 4:27
3. "Day Late and a Dollar Short" (feat. Uli Jon Roth & Ronnie James Dio) – 5:12
4. "Hang Me Out to Dry" (feat. Joe Satriani) – 3:59
5. "Men of War" (feat. Steve Morse & Johnny Rzeznik) – 4:38
6. "When a Blind Man Cries" (feat. Jeff Healey & Jon Lord) – 4:21
7. "Sugar Plum" (feat. Roger Glover & Ian Paice) – 4:54
8. "Trashed" (feat. Tony Iommi, Roger Glover & Ian Paice) – 4:07
9. "No Worries" (feat. Michael Lee Jackson) – 5:02
10. "Smoke on the Water" (feat. Steve Morse, Johnny Rzeznik, Ian Paice, Roger Glover & Jon Lord) – 5:48
11. "No Laughing in Heaven" (feat. Roger Glover & Ian Paice) – 4:33
12. "Speed King" (feat. Joe Satriani) – 3:48
13. "Loving on Borrowed Time" (feat. Steve Morse & Lil Jon Roth) – 5:37
14. "I'll be Your Baby Tonight" (feat. Joe Elliott) – 3:03